# Иванов, Иван Данилович
Иван Данилович Иванов — советский хозяйственный, государственный и политический деятель.

## Биография
Родился в 1905 году в Дебальцеве. Член КПСС с 1928 года.
В 1926—1937 — плотник, слесарь сварщик на строительстве завода, мастер, начальник цеха завода № 629 (Электрозавода).
В 1937—1946 — директор Московского трансформаторного завода имени Куйбышева.
В 1947—1949 — председатель исполнительного комитета Сталинского Совета депутатов трудящихся города Москвы.
В 1949—1953 — заведующий отделом местной промышленности исполнительного комитета Московского городского Совета депутатов трудящихся.
В 1953—1956 — начальник Управления местной промышленности исполнительного комитета Московского городского Совета депутатов трудящихся.
В 1956—1957 — начальник Главмосместпрома.
В 1957—1974 — заместитель председателя Московского городского планового комитета.
С 1974 — персональный пенсионер союзного значения
Жил в Москве.

## Награды
- Орден Ленина (31.12.1966)
- Орден Трудового Красного Знамени (четырежды, в том числе 16.03.1949)[1]
- Орден Красной Звезды (дважды, в том числе 13.05.1944)[1]
- Орден «Знак Почёта»[1]